# Commission des valeurs mobilières de l'Ontario
La Commission des valeurs mobilières de l'Ontario (CVMO), connue en anglais sous le nom d'Ontario Securities Commission (OSC) (parfois surnommée le « gendarme de la Bourse de Toronto » ou « gendarme des marchés ») est une autorité administrative indépendante, chargée de réglementer et de contrôler le fonctionnement des places boursières ainsi que les autres activités financières faisant appel à l'épargne publique au Canada dans la province de l'Ontario.

## Mandats
- Administrer et appliquer les mesures législatives de la province de l'Ontario en matière de valeurs mobilières;
- Protéger les investisseurs contre les pratiques déloyales, irrégulières ou frauduleuses;
- Favoriser des marchés financiers justes et efficaces et la confiance en leur intégrité.

#### Entités similaires au Canada
- Au Canada, le contrôle des valeurs mobilières est décentralisé au niveau provincial, principalement en Ontario, au Québec, en Colombie-Britannique et dans l'Alberta. Les autres provinces du pays n'ont pas sous leur juridiction de véritables centres financiers. 
  - Autorité des Marchés Financiers au Québec
  - Commission des valeurs mobilières du Nouveau-Brunswick
  - Commission des valeurs mobilières de l'Alberta (Alberta Securities Commission)
  - Commission des valeurs mobilières du Manitoba
  - Commission des valeurs mobilières de la Colombie-Britannique (British Columbia Securities Commission)
  - Commission des valeurs mobilières de la Nouvelle-Écosse (Nova Scotia Securities Commission)
  - Saskatchewan Financial Service Commission
  - Prince Edward Island Office of the Attorney General
- En France, l'Autorité des Marchés Financiers (AMF).
- Aux États-Unis, la Securities and Exchange Commission (SEC).